# Un Día Normal
| Оценки критиков | Оценки критиков |
| Источник        | Оценка          |
| --------------- | --------------- |
| Allmusic        | [ 1 ]           |

Un Día Normal («Нормальный день») — второй студийный альбом колумбийского певца Хуанеса, выпущенный в 21 мая 2002 года на лейбле Universal Music Latino.

## Информация о альбоме
Un Día Normal имел большой успех в латинской америке. Диск стал золотым в Колумбии в первый же день продаж, сертифцирован, как платиновый, а позже, как мульти-платиновый в Колумбии, США, Мексикe и Испании. Альбом продержался 92 недель в ТОП 10 латинского чарта Billboard, тем самым был установлен новый рекорд.
В альбоме присутствует песня под названием «Fotografía» («Фотография») — дуэт с канадской поп певицей Нелли Фуртадо о изоляции между двумя влюблёнными. Все песни были написаны Хуанесом, кроме последней песни — «La Noche» («Ночь»), которая была написана Джо Аройо.
Альбом выиграл шесть Латинских премий Грэмми, одну в 2002 в Best Rock Song за «A Dios le Pido» и пять в 2003 за Album of the Year, Best Rock Solo Album, Song of the Year (за «Es Por Ti»), Record of the Year (за «Es Por Ti») и Best Rock Song (за «Mala Gente»).

## Список композиций
| №   | Название                       | Автор(ы)   | Длительность |
| --- | ------------------------------ | ---------- | ------------ |
| 1.  | «A Dios le Pido»               | Juanes     | 3:25         |
| 2.  | «Es Por Ti»                    | Juanes     | 4:11         |
| 3.  | «Un Dia Normal»                | Juanes     | 3:42         |
| 4.  | «La Paga»                      | Juanes     | 3:25         |
| 5.  | «La Única»                     | Juanes     | 3:04         |
| 6.  | «Luna»                         | Juanes     | 3:33         |
| 7.  | «Día Lejano»                   | Juanes     | 3:32         |
| 8.  | «Mala Gente»                   | Juanes     | 3:16         |
| 9.  | «Fotografía» (с Нелли Фуртадо) | Juanes     | 3:58         |
| 10. | «Desde Que Despierto»          | Juanes     | 3:54         |
| 11. | «La Historia de Juan»          | Juanes     | 3:38         |
| 12. | «La Noche»                     | Джо Арройо | 2:58         |

## Чарты и сертификации
| Чарт (2002/2004)                | Высшая позиция |
| ------------------------------- | -------------- |
| Belgium (Wa) Albums Chart       | 91             |
| Dominican Republic Albums Chart | 1              |
| Netherlands Albums Chart        | 28             |
| Portugal Albums Chart           | 2              |
| Switzerland Albums Chart        | 80             |
| Spain Albums Chart              | 37             |
| U.S. Billboard 200              | 110            |
| U.S. Top Latin Albums           | 1              |
| U.S. Top Latin Pop Albums       | 1              |
| Uruguayan Albums (CUD)          | 3              |

| Регион | Сертификация           | Продажи  |
| --- | ---------------------- | -------- |
| Аргентина (CAPIF) | Платиновый             | 40 000^  |
| Чили | Золотой                |          |
| Колумбия | 3× Платиновый          |          |
| Эквадор | —                      | 5,000    |
| Мексика (AMPROFON) | 2× Платиновый+Золотой  | 375 000  |
| Португалия (AFP) | Золотой                | 20 000^  |
| Испания (PROMUSICAE) | 2× Платиновый          | 200 000^ |
| США (RIAA) | 18× Платиновый (Latin) | 745,000  |
| Венесуэла (APFV) | Золотой                |          |
| ^ Данные о тиражах приведены только на основе сертификации. · Данные о продажах + прослушиваниях приведены только на основе сертификации. |                        |          |